# Sur (Grisões)
Sur foi uma comuna da Suíça, no Cantão Grisões, com cerca de 93 habitantes. Estendia-se por uma área de 23,18 km², de densidade populacional de 4 hab/km². Confinava com as seguintes comunas: Bever, Bivio, Marmorera, Mulegns, Tinizong-Rona.
A língua oficial nesta comuna era o Romanche.

## História
Em 1 de janeiro de 2016, passou a formar parte da nova comuna de Surses.